# Ingela Ericsson
Ingela Linnéa Ericsson (Nyköping, 27 de septiembre de 1968) es una deportista sueca que compitió en piragüismo en la modalidad de aguas tranquilas.
Participó en dos Juegos Olímpicos: Atlanta 1996 y Sídney 2000, obteniendo una medalla de bronce en Atlanta 1996 en la prueba de K4 500 m. Ganó cuatro medallas en el Campeonato Mundial de Piragüismo entre los años 1994 y 1998.

## Palmarés internacional
| Juegos Olímpicos   | Juegos Olímpicos          | Juegos Olímpicos  | Juegos Olímpicos |
| Año                | Lugar                     | Medalla           | Competición      |
| ------------------ | ------------------------- | ----------------- | ---------------- |
| 1996               | Atlanta (Estados Unidos)  | Medalla de bronce | K4 500 m         |
| Campeonato Mundial |                           |                   |                  |
| Año                | Lugar                     | Medalla           | Competición      |
| 1994               | Ciudad de México (México) | Medalla de bronce | K4 500 m         |
| 1995               | Duisburgo (Alemania)      | Medalla de bronce | K4 200 m         |
| 1997               | Dartmouth (Canadá)        | Medalla de bronce | K4 200 m         |
| 1998               | Szeged (Hungría)          | Medalla de plata  | K4 200 m         |